# Osteomeles schwerinae
Osteomeles schweriniae  es una especie de planta nativa de China, perteneciente a  la familia de las rosáceas.

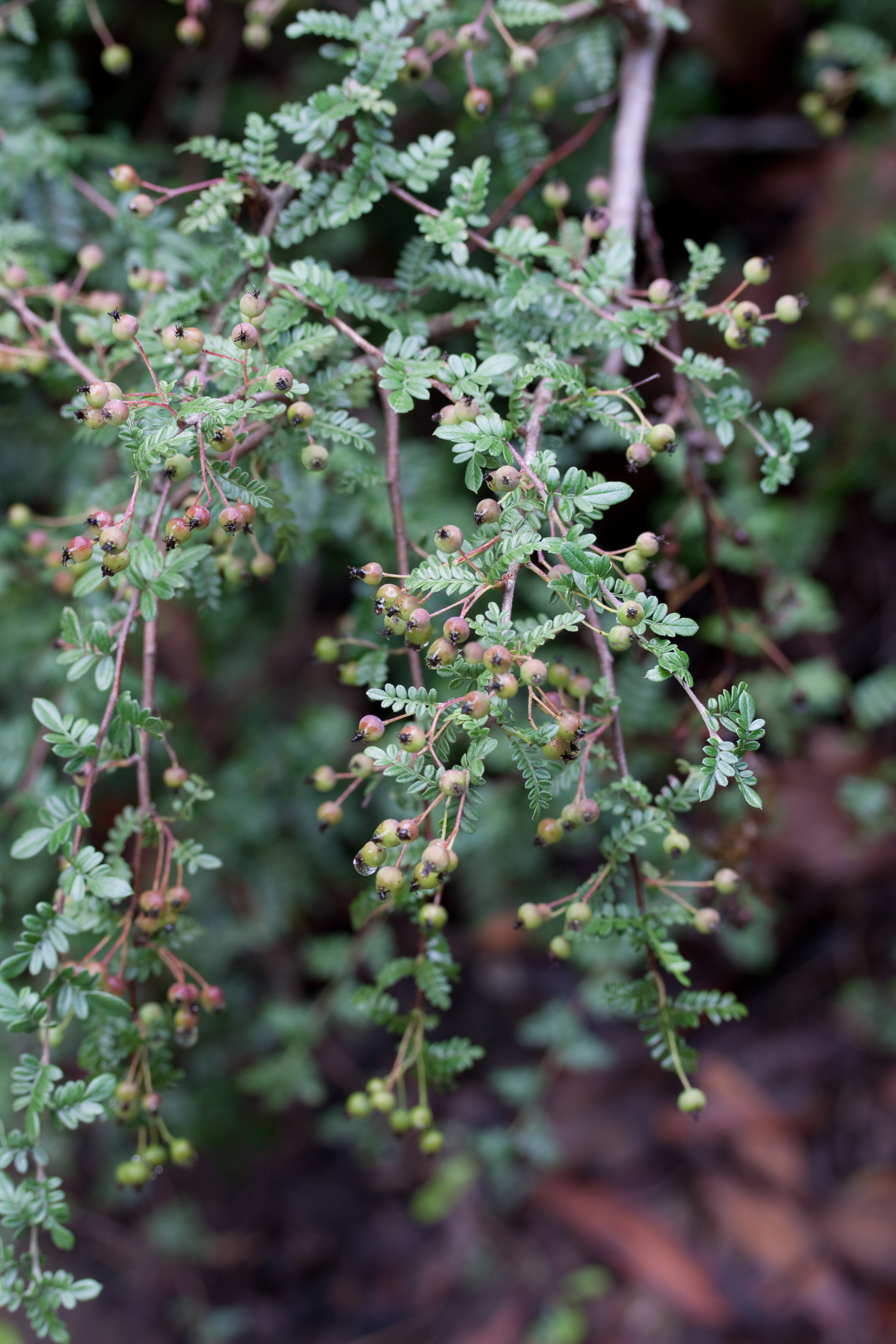
Frutos

## Descripción
Es un arbusto arqueado de hoja caduca o semiperenne,  originario del sudoeste de China, que se puede encontrar en el oeste de Sichuan y Yunnan. Presenta racimos de pequeñas flores blancas a principios de verano, que se asemejan a los de las especies de espino. Produce bayas comestibles pequeñas y redondas de color blanco. Las ramas son arqueadas tienen las hojas con 2 hileras de folíolos de color verde oscuro de sólo unos 6 mm de longitud.

## Usos
Los frutos son comestibles y pueden ser consumidos crudos o usados para hacer jaleas y mermeladas. Tienen un sabor dulce. 
Se cultiva en jardines como planta ornamental. También se utiliza en el bonsái.

## Taxonomía
Osteomeles schwerinae fue descrita por Camillo Karl Schneider y publicado en Illustriertes Handbuch der Laubholzkunde 1: 763–764, f. 430 m, 431 o–r. 1906.